# 克里特国
克里特国（羅馬化：Kritiki Politeia，羅馬化：Girid Devleti）是1898年在欧洲列强干预下于克里特岛建立的国家。1897年爆发的克里特叛乱导致奥斯曼帝国对希腊王国宣战，进而导致英国、法国、意大利和奥匈帝国的干预。1908年，克里特国被希腊兼并。